# Fernando Contreras
Pour les articles homonymes, voir Contreras.
Joel Fernando Contreras, né le 12 mai 1997, est un coureur cycliste argentin.

## Biographie
Fernando Contreras est né dans la province de Mendoza. Issu d'une famille de cyclistes, il commence à pratiquer ce sport vers l'âge de dix ans sur ses terres natales,. Il est formé dans le VTT. Spécialiste de cette discipline, il devient notamment champion d'Argentine de cross-country chez les espoirs en 2018. La même année, il connait ses premières sélections en équipe nationale. 
En 2019, il s'adjuge la médaille de bronze dans le relais mixte aux championnats panaméricains. Il se classe également troisième du championnat panaméricain de cross-country en 2022 et en 2023. Durant cette même période, il représente son pays individuel aux championnats du monde, aux Jeux sud-américains et aux Jeux panaméricains. 

## Palmarès en VTT

### Championnats panaméricains
- Aguascalientes 2019
  -  Médaillé de bronze du relais mixte
- San Fernando del Valle del Catamarca 2022
  -  Médaillé de bronze du cross-country
- Congonhas 2023
  -  Médaillé de bronze du cross-country

### Championnats d'Amérique du Sud
- Balcarce 2024
  -  Médaillé d'or du cross-country short track
  -  Médaillé d'argent du cross-country

### Championnats d'Argentine
- 2018
  -  Champion d'Argentine de cross-country espoirs
- 2022
  - 2e du cross-country
  - 2e du cross-country short track
- 2023
  - 2e du cross-country
- 2024
  -  Champion d'Argentine de cross-country
- 2025
  - 2e du cross-country
  - 2e du cross-country short track
  - 3e du cross-country marathon

## Palmarès sur route
- 2024
  - 3e du Tour Riojano